# دارين وود
دارين وود (بالإنجليزية: Darren Wood)‏ (9 يونيو 1964 بسكاربورو في المملكة المتحدة - ) هو لاعب كرة قدم بريطاني في مركز الدفاع. لعب مع تشيلسي وشيفيلد وينزداي ونادي ميدلزبره.

## وصلات خارجية
- دارين وود على موقع قاعدة بيانات كرة القدم.إي يو (الإنجليزية)